# 天主教阿利瓦爾教區
天主教阿利瓦爾教區（拉丁語：Dioecesis Alivalensis）是南非一個羅馬天主教教區，屬開普敦總教區。

## 歷史
教區的前身是加里普宗座監牧區，於1923年6月12日成立，1936年1月27日升格並易名為阿利瓦爾宗座代牧區。1951年1月11日升為教區。

## 現況
教區範圍包括東開普省北部，教座位於北阿利瓦爾。2012年有教友40,400人（佔轄區總人口7.2%）、兩個堂區、十九名司鐸。現任教區主教為若瑟·基齊托，宗座署理為亞當·萊謝克·穆夏韋克，榮休主教為費德廉·洛賓格爾和彌額爾·韋斯滕貝格。